# Camenta nigricollis
Camenta nigricollis är en skalbaggsart som beskrevs av Max Quedenfeldt 1884. Camenta nigricollis ingår i släktet Camenta och familjen Melolonthidae.